# Libanotis depressa
Libanotis depressa là một loài thực vật có hoa trong họ Hoa tán. Loài này được Shan & M.L. Sheh mô tả khoa học đầu tiên năm 1983.